# Конте (сир)
Конте́ (фр. Comté, також відомий як Gruyère de Comté, «Грюєр із Конте») — французький сир із непастеризованого коров'ячого молока, що виробляється в регіоні Франш-Конте (Franche-Comté) на сході Франції, за йменням котрого і названий.
Смак сиру — виражений, солодкуватий, текстура — доволі тверда та еластична. Кірочка звичайно сірувато-коричнева, всередині сир блідно-кремово-жовтий. Жирність — близько 45 %.
Більшість сирів Конте мають вік від 12 до 18 місяців.

## Виробництво
Молоко, доставлене з ферми, розливається у великі мідні бочки, де піддається повільному нагріванню. Додається сичуг або інший натуральний фермент. Закваска, що отрималася, потім розрізається на дуже маленькі шматочки, котрі помішують до повторного нагрівання протягом приблизно 30 хвилин. Вміст потім розміщують у форми, дозволяючи молочній сироватці витекти.
Після цього сир розміщують на полицях для визрівання.
Виробництво Конте здійснюється у відповідності із нормами АОС.